# Theochila maenacte
Theochila maenacte is een vlindersoort uit de familie van de Pieridae (witjes), onderfamilie Pierinae.
Theochila maenacte werd in 1836 beschreven door Boisduval.